# Karaman (stad)
Karaman is een stad in het zuiden van Midden-Turkije. Het is de hoofdstad van de provincie Karaman.
De stad heeft ruim 250.005 inwoners, waaronder veel Nederlandse Turken.
Ten zuiden van de stad ligt het gebergte Taurus. De stad ligt in de buurt van de volgende steden: Konya, Mersin, Antalya en Nigde.
In oude tijden was Karaman bekend als Laranda. De stad werd vernietigd door de Perdikkas ongeveer 322 voor Christus. Later werd de stad de thuishaven van Isaurische piraten.
De stad behoorde tot het Romeinse Rijk en later bij het Byzantijnse Rijk totdat ze in het begin van de 12e eeuw werd veroverd door de Seltsjoeken; in 1190 werd ze heroverd door de keizer Frederik I Barbarossa tijdens de Derde Kruistocht; na de terugtrekking van de kruisridders werd de stad toegevoegd aan Cilicisch Armenië. In 1256 werd de stad terugveroverd door Turkse krijgsheer Karamanoğlu Mehmed Bey en werd hernoemd tot Karaman. Vanaf 1275 was Karaman de hoofdstad van het emiraat (en latere Ottomaanse provincie) Karamanid. In 1468 werd Karamanid veroverd door de Ottomanen en in 1483 werd de hoofdstad van de provincie verplaatst naar Konya.
Karaman bezit ruïnen van een Karamaans kasteel en stadswallen, twee moskees en een Koranschool (medrese) uit deze tijd. Een bijzondere mihrab van een moskee in Karaman bevindt zich nu in het Çinili Pavilion bij het archeologisch museum van Istanboel.

## Geboren
- Giray Kaçar (1985), voetballer
- Fadime Örgü (1968), voormalig Kamerlid
- Toprak Yalçiner (1987), Nederlands actrice

- Bibliothèque nationale de France: cb15982928d (data)
- Gemeinsame Normdatei: 4241058-7
- Library of Congress Control Number: no92020338
- Nationale Bibliotheek van Israël: 987007531290205171
- Virtual International Authority File: 142178637
- WorldCat: E39PBJqbmYx7QhrTDHkKprkv73

Adana · Ankara · Antalya · Aydın · Balıkesir · Bursa · Denizli · Diyarbakır · Gaziantep · Kayseri · Mersin · Istanbul · İzmir · İzmit · Konya · Şanlıurfa
Adapazarı · Antiochië (Antakya) · Erzurum · Eskişehir · Kahramanmaraş · Malatya · Manisa · Mardin · Muğla · Altınordu · Samsun · Tekirdağ · Trabzon · Van
Adıyaman · Afyonkarahisar · Ağrı · Akhisar · Aksaray · Alanya · Batman · Bolu · Çanakkale · Ceyhan · Çorlu · Çorum · Darıca · Derince · Düzce · Edirne · Elazığ · Erzincan · Gebze · Giresun · İnegöl · İskenderun · Isparta · Karabük · Karaman · Kırıkkale · Kırşehir · Körfez · Kütahya · Lüleburgaz · Nazilli · Niğde · Osmaniye · Rize · Siirt · Sivas · Tarsus · Tokat · Turgutlu · Uşak · Yalova ·  Zonguldak